# Хмелів (городище)
Хмелів  (руська Хмелевъ) — літописне руське городище у басейні річки Черемош. На переконання Бориса Тимощука згадане у «Списку руських міст далеких і близьких» як волоське місто (руська Городокъ на Черемошѣ). Його залишки знаходяться неподалік населеного пункту Карапчів на Черемоші Чернівецької області.

## Історія городища
На думку окремих дослідників перші укріплення на місці Хмелева були закладені в період експансії Галицького князівства на південь, коли Ярослав Осмомисл значно розширив межі своїх володінь, приєднавши землі між Дністром і Карпатами, пониззя Дунаю. Ці події описуються й в літописах:

| «...підпер гори Угорські своїми залізними полками, заступивши королеві дорогу, зачинив ворота Дунаєві...» |
Основним призначенням тогочасного поселення було охороняти торговельний шлях від Коломиї до Родни.

### Хмелівська волость
Після монголо-татарської навали зв'язки правобережного пониззя з Галицько-Волинською державою послабились, що призвело до формування певного автономного територіального утворення під зверхністю Золотої Орди, яке згодом (XIV—XV) стало відоме як Шипинська земля - предмет територіальних суперечок між Молдавським князівством, Польським та Угорським королівствами.

Перша письмова згадка городища як Хмелів міститься у грамоті (поч. 1395), в якій молдавські бояри ручаються польському королю Владиславу за воєводу Стефана.

Крім того, Хмелів  згадується ще тричі (1433, 1436, 1444) у тогочасних офіційних документах.

У період перебування в межах Шипинської землі городище Хмелів було  адміністративним центром Хмелівської волості («дєржави»), на чолі якої стояв староста («дєржавець»).

Північно-західна межа тогочасної Хмелівщини простягалася від гирла Черемоша до його витоку, далі йшла Білим Черемошем аж до витоків Перкалаби та Сарати, на півдні сягала витоків Сочави та Серету, на сході межувала з Цецинською волостю (розділовою сугою із якою слугував вододіл між гирлами Черемоша та Малого Серету).

У XIV ст. торговельний шлях долиною річки Черемош з Коломиї до Родни занепав. Значення городища також поступово невілювалося. Те, що тогочасний Хмелів, на відміну від Хотина і Чечуна (які охороняли броди на Дністрі та Пруті, та відігравали значну стратегічну й економічну роль), мав другорядне значення підтверджується тим, що у жодному документі не згадується ім’я його старости.

Як наслідок, молдавські господарі жодним чином не розвивали городище Хмелів. А в середині XV ст., за результатами свого роду адміністративно-тириторіальної реформи Петру Арона, замість трьох волостей колишньої Шипинської землі було утворено Хотинський та Черновецький цинути із центрами відповідно у Хотині та Черновицях.

Зокрема, у грамоті від 1 квітня 1457 зазначалося:

| «...поставив на кордоні в Хотинській та Черновицькій волости двох панів справедливих й іменитих, ... щоби один був нам старостою Хотинським, а другий Черновицьким уставичем...» |

## Подальша доля
У подальшому, на місці городища Хмелів вже сформувалося село —  Карапчів на Черемоші.

Руїни захисних валів і підземні ходи укріплень поселення збереглися й до сьогодні. Дослідження залишків цього городища проводилися експедицією на чолі з Борисом Тимощуком у 1968 році.
 
Саме на підставі її результатів, у своїх наступних наукових працях Борис Тимощук пов'язав між собою Городокъ на Черемошѣ (з «Списку руських міст далеких і близьких») та Хмелевъ (з «молдавських грамот» - 1395, 1433, 1436, 1444). На користь цього говорить той факт, що в зазначених документах Хмелев згадується як молдавський город, розташований недалеко від кордону з Польським королівством по Черемошу. Саме на його правому березі, поблизу сучасного Карапчева й виявлені залишки середньовічного земляного укріплення під назвою «Городок», недалеко від якого є топонімічна місцевість - «Хмелівський кут». На місці городища сьогодні густий ліс, що ускладнює проведення ретельних археологічних розкопок.